# 右賢王
右賢王，又稱右屠耆王，匈奴的封號，位置低於單于，與左賢王併列，控制帝國的西方地區，為二十四長之一。其名稱來自匈奴語的屠耆，漢語為賢，因此譯為右賢王。右賢王控制上郡（約當今中國陝西榆林市）以西的地區，至月氏、氐、羌屬地為止。
右賢王也是出身攣鞮氏的世襲貴族，在匈奴帝國中的地位極為尊貴。
另外百濟也曾設立右賢王。

## 右贤王列表
- 呴犁湖單于
- 握衍朐鞮單于
- 右贤王 (握衍朐提单于之弟)
- 铢娄渠堂
- 囊知牙斯
- 呼都而尸道皋若鞮單于（輿）
- 卢浑
- 休兰尸逐侯鞮单于屯屠何
- 羌渠单于
- 於扶罗
- 去卑